# Montpellier Méditerranée Métropole
Montpellier Méditerranée Métropole est une métropole française, située dans le département de l'Hérault en région Occitanie, autour de la ville de Montpellier. Elle est parfois aussi appelée Montpellier 3M ou bien abrégée sous le sigle 3M.
Elle a été mise en place le 1er janvier 2015 et résulte du changement de statut de Montpellier Agglomération (communauté d'agglomération) en métropole. Avec une population de 516 657 habitants sur une superficie de 421,80 km2 en 2022, elle regroupe 31 communes,. 

## Histoire

### Intercommunalités précédentes

#### District
Le 19 janvier 1965 est créé par arrêté préfectoral le district de Montpellier regroupant 12 puis 15 communes, afin d'étudier et de résoudre en commun les problèmes d'urbanisme soulevés par le développement de Montpellier et de sa banlieue. Progressivement, le district a reçu des communes membres de nouvelles compétences.

#### Communauté d'agglomération
Le 1er août 2001 est créée Montpellier Agglomération qui compte 38 communes. La constitution de ce nouveau périmètre a fait l'objet d'une polémique locale, beaucoup de communes refusant de s'y associer. Six communes qui refusaient leur rattachement ont obtenu gain de cause le 30 octobre 2003, avec effet au 1er janvier 2004. À cette date, les communes de La Grande-Motte, Mauguio, Saint-Aunès, Saint-Clément-de-Rivière, Saint-Gély-du-Fesc et Teyran ne font plus partie de l'intercommunalité. Par arrêté préfectoral du 30 décembre 2004, la commune de Palavas-les-Flots a rejoint le 1er janvier 2005 la communauté d'agglomération du Pays de l'Or.

#### Projet de communauté urbaine
Sous l'impulsion de son président, Georges Frêche, en juillet 2005, le conseil de la communauté d'agglomération a exprimé le vœu de fusionner avec la communauté d'agglomération du Bassin de Thau et la communauté de communes du Nord du Bassin de Thau. Cette fusion, permettant de constituer une communauté urbaine en atteignant le seuil légal des 500 000 habitants, est souhaitée par les trois présidents d'agglomération, Georges Frêche (PS), Yves Pietrasanta (Les Verts) et François Commeinhes (UMP). Pourtant le 21 septembre 2005, ce projet de fusion a été refusé par Michel Thénault, alors préfet. Une partie des communes, notamment le conseil municipal (majorité UMP) de Balaruc-les-Bains ayant exprimé leur opposition à cette fusion en appelant plutôt à une fusion simple des deux communautés d'agglomération du bassin de Thau. Au sein de l'UMP, les biterrois Raymond Couderc et Paul-Henri Cugnenc n'approuvent pas cette fusion, tandis que pour l'ancien maire UDF de Sète Yves Marchand, les atouts financiers de cette fusion sont utopiques. À gauche on trouve des Verts parmi les opposants ainsi que l'ancien maire PCF de Sète, François Liberti.

### Création de la métropole
Dans le cadre de l'Acte III de la décentralisation, le projet de loi de « modernisation de l'action publique territoriale et d'affirmation des métropoles », promulgué le 27 janvier 2014, prévoit que :
« Sous réserve d'un accord exprimé par deux tiers au moins des conseils municipaux des communes intéressées représentant plus de la moitié de la population totale de celles-ci ou par la moitié au moins des conseils municipaux des communes représentant les deux tiers de la population, peuvent obtenir par décret le statut de métropole, à leur demande :
1° Les établissements publics de coopération intercommunale à fiscalité propre qui forment, à la date de la création de la métropole, un ensemble de plus de 400 000 habitants et dans le périmètre desquels se trouve le chef-lieu de région ; »
— Code général des collectivités territoriales, article L. 5217-1.
Répondant à ces critères, la communauté d'agglomération de Montpellier change de statut pour devenir une métropole après le vote de 26 conseils municipaux sur 31 et le vote final de 84 conseillers communautaires sur 91 lors du conseil du 24 octobre 2014, au cours duquel est également choisi le nom de la métropole. Ces décisions sont actées par le décret no 2014-1605 daté du 23 décembre 2014 au Journal officiel de la République française (JORF) et sont entrées en vigueur le 1er janvier 2015.

### Identité visuelle

Logo de Montpellier District de 1982 au 31 juillet 2001
Logo de Montpellier Agglomération du 1er août 2001 au 31 décembre 2014
Logo de Montpellier Méditerranée Métropole depuis le 1er janvier 2015
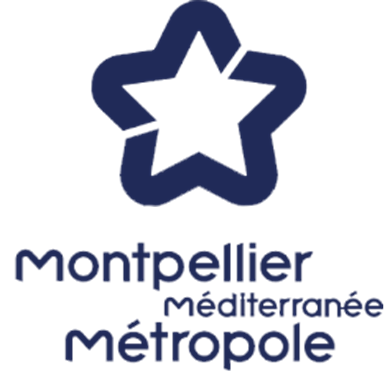
Variante du logo de Montpellier Méditerranée Métropole depuis 2025

## Territoire

### Situation géographique
Les villes notables les plus proches du centre de la métropole sont :

### Communes membres

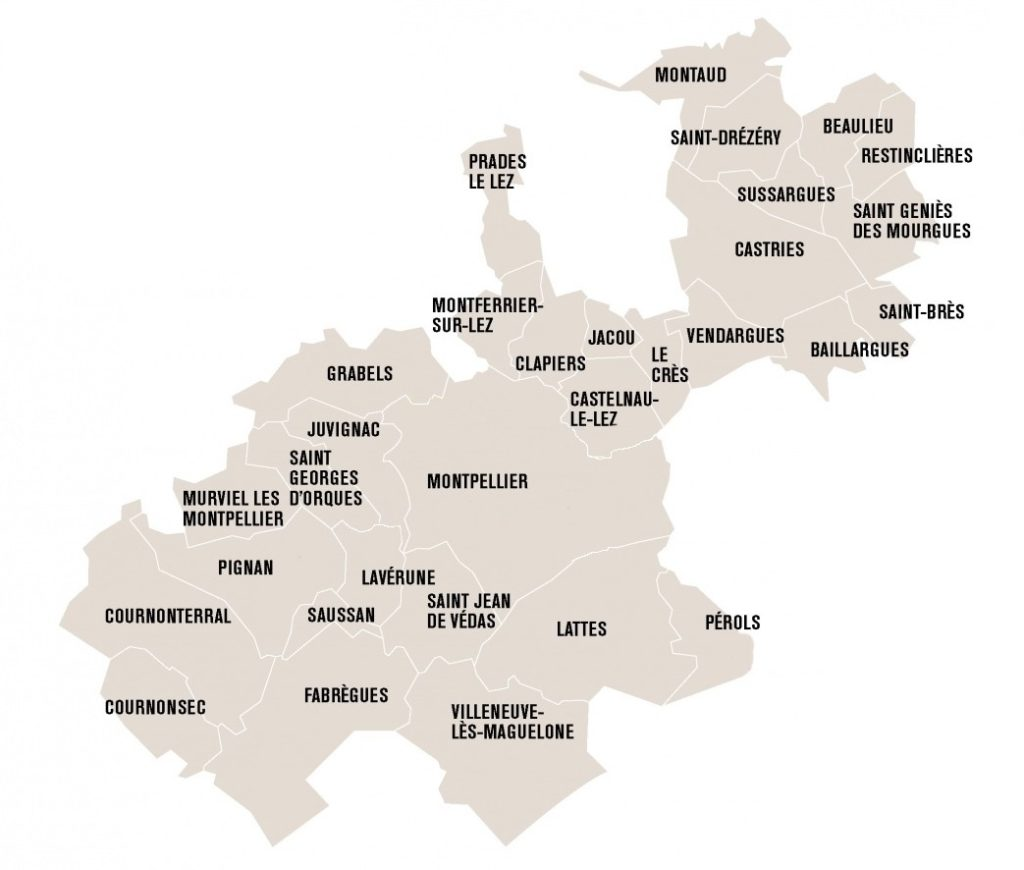
Carte de la métropole avec les communes membres.

La métropole est composée des 31 communes suivantes :

| Nom                       | Code Insee | Gentilé          | Superficie (km2) | Population (dernière pop. légale) | Densité (hab./km2) |
| ------------------------- | ---------- | ---------------- | ---------------- | --------------------------------- | ------------------ |
| Montpellier (siège)       | 34172      | Montpelliérains  | 56,88            | 307 101 (2022)                    | 5 399              |
| Baillargues               | 34022      | Baillarguois     | 7,68             | 7 793 (2022)                      | 1 015              |
| Beaulieu                  | 34027      | Beaulieusois     | 7,73             | 2 239 (2022)                      | 290                |
| Castelnau-le-Lez          | 34057      | Castelnauviens   | 11,18            | 25 404 (2022)                     | 2 272              |
| Castries                  | 34058      | Castriotes       | 24,05            | 6 722 (2022)                      | 280                |
| Clapiers                  | 34077      | Clapiérois       | 7,69             | 6 010 (2022)                      | 782                |
| Cournonsec                | 34087      | Cournonsécois    | 12,06            | 3 583 (2022)                      | 297                |
| Cournonterral             | 34088      | Cournonterralais | 28,62            | 7 019 (2022)                      | 245                |
| Le Crès                   | 34090      | Cressois         | 5,84             | 9 267 (2022)                      | 1 587              |
| Fabrègues                 | 34095      | Fabréguois       | 31,46            | 7 200 (2022)                      | 229                |
| Grabels                   | 34116      | Grabélois        | 16,24            | 9 060 (2022)                      | 558                |
| Jacou                     | 34120      | Jacoumards       | 3,43             | 6 964 (2022)                      | 2 030              |
| Juvignac                  | 34123      | Juvignacois      | 10,83            | 13 776 (2022)                     | 1 272              |
| Lattes                    | 34129      | Lattois          | 27,83            | 17 592 (2022)                     | 632                |
| Lavérune                  | 34134      | Lavérunois       | 7,18             | 3 298 (2022)                      | 459                |
| Montaud                   | 34164      | Montaudains      | 12,92            | 1 024 (2022)                      | 79                 |
| Montferrier-sur-Lez       | 34169      | Montferrierains  | 7,7              | 4 117 (2022)                      | 535                |
| Murviel-lès-Montpellier   | 34179      | Murvielois       | 10,11            | 2 002 (2022)                      | 198                |
| Pérols                    | 34198      | Péroliens        | 6,01             | 9 541 (2022)                      | 1 588              |
| Pignan                    | 34202      | Pignanais        | 20,32            | 8 326 (2022)                      | 410                |
| Prades-le-Lez             | 34217      | Pradéens         | 8,88             | 6 207 (2022)                      | 699                |
| Restinclières             | 34227      | Restincliérois   | 6,53             | 2 573 (2022)                      | 394                |
| Saint-Brès                | 34244      | Saint-Brésois    | 4,86             | 3 462 (2022)                      | 712                |
| Saint-Drézéry             | 34249      | Saint-Drézériens | 10,47            | 2 952 (2022)                      | 282                |
| Saint-Geniès-des-Mourgues | 34256      | Saint-Geniérois  | 11,37            | 2 112 (2022)                      | 186                |
| Saint-Georges-d'Orques    | 34259      | Saint-Georgiens  | 9,31             | 5 707 (2022)                      | 613                |
| Saint-Jean-de-Védas       | 34270      | Védasiens        | 12,89            | 13 300 (2022)                     | 1 032              |
| Saussan                   | 34295      | Saussanais       | 3,6              | 1 926 (2022)                      | 535                |
| Sussargues                | 34307      | Sussarguois      | 6,48             | 2 817 (2022)                      | 435                |
| Vendargues                | 34327      | Vendarguois      | 8,98             | 7 157 (2022)                      | 797                |
| Villeneuve-lès-Maguelone  | 34337      | Villeneuvois     | 22,7             | 10 406 (2022)                     | 458                |

### Démographie
| 1968    | 1975    | 1982    | 1990    | 1999    | 2006    | 2011    | 2016    | 2022    |
| ------- | ------- | ------- | ------- | ------- | ------- | ------- | ------- | ------- |
| 201 068 | 249 655 | 277 529 | 316 259 | 366 895 | 406 140 | 427 541 | 465 070 | 516 657 |

## Administration

### Siège
L'hôtel métropolitain se situe au 50 place Zeus à Montpellier, dans le quartier Antigone.

### Conseil métropolitain
À la suite des élections municipales et communautaires de 2020, le conseil métropolitain est constitué de 92 sièges.

Représentation des communes en 2020 au conseil de la métropole :
Montpellier : 46 sièges
Castelnau-le-Lez : 5 sièges
Lattes : 4 sièges
Juvignac : 3 sièges
Autres communes (2 sièges chacune) : 14 sièges (Saint-Jean-de-Védas, Villeneuve-lès-Maguelone, Le Crès, Pérols, Grabels, Baillargues, Fabrègues)
Autres communes (1 siège chacune) : 20 sièges

### Présidence
| Nom | Nom                                                         | Parti       | Début            | Fin             | Mandats |
| --- | ----------------------------------------------------------- | ----------- | ---------------- | --------------- | --- |
|     | François Delmas (District)                                  | UDF         | 1er février 1965 | 4 avril 1977    | Maire de Montpellier de 1959 à 1977 Député de la 1re circonscription de l'Hérault en 1978 |
|     | Georges Frêche (District puis Communauté d'agglomération)   | PS puis DVG | 4 avril 1977     | 24 octobre 2010 | Député de la 1re circonscription de l'Hérault de 1973 à 1978 et de 1981 à 1986 Maire de Montpellier de 1977 à 2004 Député de l'Hérault de 1986 à 1988 Député de la 4e circonscription de l'Hérault de 1988 à 1993 Député de la 2e circonscription de l'Hérault de 1997 à 2002 Président du conseil régional de Languedoc-Roussillon de 2004 à 2010 |
|     | Jean-Pierre Moure (Communauté d'agglomération)              | PS          | 24 octobre 2010  | 15 avril 2014   | Maire de Cournonsec de 1983 à 2014 Conseiller général de l'Hérault jusqu'en 2015 |
|     | Philippe Saurel (Communauté d'agglomération puis Métropole) | DVG         | 15 avril 2014    | 15 juillet 2020 | Conseiller général de l'Hérault de 1998 à 2014 Maire de Montpellier |
|     | Michaël Delafosse (Métropole)                               | PS          | 15 juillet 2020  | en cours        | Maire de Montpellier |

### Exécutif actuel
| Poste               | Nom | Nom                   | Parti | Commune                              | Délégation |
| ------------------- | --- | --------------------- | ----- | ------------------------------------ | --- |
| Président           |     | Michaël Delafosse     | PS    | Montpellier (maire)                  | |
| 1er vice-président  |     | Renaud Calvat         | PS    | Jacou (maire)                        | Finances, Politiques contractuelles et Coopération avec les communes                                                                          |
| 2e vice-président   |     | Cyril Meunier         | DVG   | Lattes (maire)                       | Tourisme, Attractivité, Congrès |
| 3e vice-présidente  |     | Isabelle Touzard      | SE    | Murviel-lès-Montpellier (maire)      | Transition écologique et solidaire, Biodiversité, Energie, Agroécologie et Alimentation                                                       |
| 4e vice-président   |     | Frédéric Lafforgue    | LR    | Castelnau-le-Lez (maire)             | Voiries et Espace public |
| 5e vice-présidente  |     | Julie Frêche          | PS    | Montpellier (conseillère municipale) | Transports et mobilités actives |
| 6e vice-président   |     | René Revol            | LFI   | Grabels (maire)                      | Gestion raisonnée, écologique et solidaire de l’eau et de l’assainissement, collecte, tri, valorisation des déchets et Politique zéro déchets |
| 7e vice-présidente  |     | Clara Gimenez         | PCF   | Montpellier (conseillère municipale) | Politique de la Ville et Cohésion sociale |
| 8e vice-président   |     | Christian Assaf       | PS    | Montpellier (conseiller municipal)   | Politiques sportives |
| 9e vice-présidente  |     | Claudine Vassas-Mejri | PS    | Castries (maire)                     | Habitat, Logement et Parcours résidentiels |
| 10e vice-président  |     | Éric Penso            | PS    | Clapiers (maire)                     | Culture et Patrimoine historique |
| 11e vice-président  |     | Hind Émad             | SC    | Montpellier (conseillère municipale) | Développement économique et numérique |
| 12e vice-président  |     | Bruno Paternot        | EÉLV  | Montpellier (conseiller municipal)   | Qualité de l'environnement visuel, Réglement local de publicité intercommunal et Éco-responsabilité des procédures publiques                  |
| 13e vice-présidente |     | Michelle Cassar       | DVG   | Pignan (maire)                       | Développement des partenariats de gestion entre les communes                                                                                  |
| 14e vice-président  |     | Jean-François Audrin  | HOR   | Saint Georges d'Orques (maire)       | Administration générale, Commande publique et Gestion active optimisée du patrimoine                                                          |
| 15e vice-président  |     | Clare Hart            | SC    | Montpellier (conseillère municipale) | Rayonnement international et Coopération européenne                                                                                           |
| 16e vice-présidente |     | Florence Brau         | EÉLV  | Prades-le-Lez (maire)                | Santé, Recherche, Enseignement supérieur |
| 17e vice-président  |     | Joël Raymond          | LREM  | Montaud (maire)                      | Ressources humaines et Dialogue social |
| 18e vice-présidente |     | Éliane Lloret         | DVG   | Sussargues (maire)                   | Égalités, Inclusion des publics fragiles et au Bien vieillir                                                                                  |
| 19e vice-présidente |     | Véronique Négret      | DVG   | Villeneuve-lès-Maguelone (maire)     | Littoral, Prévention des risques majeurs |
| 20e vice-président  |     | Stéphane Champay      | DVD   | Le Crès (maire)                      | Aménagement durable du territoire, Urbanisme et Maîtrise foncière                                                                             |

### Compétences

#### Compétences obligatoires
En vertu de l'article L5217-2 du Code général des collectivités territoriales, la métropole exerce de plein droit, en lieu et place des communes membres l'ensemble des compétences suivantes :
En matière de développement et d'aménagement économique, social et culturel :
- Création, aménagement et gestion des zones d'activité industrielle, commerciale, tertiaire, artisanale, touristique, portuaire ou aéroportuaire.
- Actions de développement économique ainsi que participation au copilotage des pôles de compétitivité et au capital des sociétés d'accélération du transfert de technologie
- Construction, aménagement, entretien et fonctionnement d'équipements culturels, socioculturels, socio-éducatifs et sportifs d'intérêt métropolitain.
- Promotion du tourisme, dont la création d'offices de tourisme.
- Programme de soutien et d'aides aux établissements d'enseignement supérieur et de recherche et aux programmes de recherche, en tenant compte du schéma régional de l'enseignement supérieur, de la recherche et de l'innovation.

En matière d'aménagement de l'espace métropolitain :
- Schéma de cohérence territoriale et schéma de secteur.
- Plan local d'urbanisme et documents d'urbanisme en tenant lieu.
- Définition, création et réalisation d'opérations d'aménagement d'intérêt métropolitain.
- Actions de valorisation du patrimoine naturel et paysager.
- Constitution de réserves foncières.
- Organisation de la mobilité.
- Création, aménagement et entretien de voirie.
- Signalisation.
- Abris de voyageurs
- Parcs et aires de stationnement et plan de déplacements urbains.
- Création, aménagement et entretien des espaces publics dédiés à tout mode de déplacement urbain ainsi qu'à leurs ouvrages accessoires.
- Participation à la gouvernance et à l'aménagement des gares situées sur le territoire métropolitain.
- Établissement, exploitation, acquisition et mise à disposition d'infrastructures et de réseaux de télécommunications.

En matière de politique locale de l'habitat :
- Programme local de l'habitat.
- Politique du logement
- Aides financières au logement social.
- Actions en faveur du logement social.
- Actions en faveur du logement des personnes défavorisées.
- Amélioration du parc immobilier bâti, réhabilitation et résorption de l'habitat insalubre.
- Aménagement, entretien et gestion des aires d'accueil des gens du voyage.

En matière de politique de la ville :
- Élaboration du diagnostic du territoire et définition des orientations du contrat de ville.
- Animation et coordination des dispositifs contractuels de développement urbain, de développement local et d'insertion économique et sociale ainsi que des dispositifs locaux de prévention de la délinquance.
- Programmes d'actions définis dans le contrat de ville.

En matière de gestion des services d'intérêt collectif :
- Assainissement et eau.
- Création, gestion, extension et translation des cimetières et sites cinéraires d'intérêt métropolitain ainsi que création, gestion et extension des crématoriums.
- Abattoirs, abattoirs marchés et marchés d'intérêt national.
- Services d'incendie et de secours.
- Service public de défense extérieure contre l'incendie.

En matière de protection et de mise en valeur de l'environnement et de politique du cadre de vie :
- Gestion des déchets ménagers et assimilés.
- Lutte contre la pollution de l'air.
- Lutte contre les nuisances sonores.
- Contribution à la transition énergétique.
- Soutien aux actions de maîtrise de la demande d'énergie.
- Élaboration et adoption du plan climat-énergie territorial en cohérence avec les objectifs nationaux en matière de réduction des émissions de gaz à effet de serre, d'efficacité énergétique et de production d'énergie renouvelable.
- Concession de la distribution publique d'électricité et de gaz.
- Création, aménagement, entretien et gestion de réseaux de chaleur ou de froid urbains.
- Création et entretien des infrastructures de charge nécessaires à l'usage des véhicules électriques ou hybrides rechargeables.
- Gestion des milieux aquatiques et prévention des inondations.
- Autorité concessionnaire de l'État pour les plages.

#### Compétences facultatives
En vertu du Décret no 2014-1605 du 23 décembre 2014, la métropole exerce les compétences facultatives suivantes :
- Activités culturelles et sportives d'intérêt métropolitain, notamment la création d'institutions, de manifestations et d'actions d'animation dans le domaine culturel et sportif d'intérêt métropolitain ou le soutien et la contribution à de telles institutions, manifestations et actions.
- Activités funéraires.
- Sur prescription de l'autorité de police compétente, service de conduite en fourrière des animaux errants.
- Service de fourrière des animaux errants.
- Service d'accueil des animaux errants en attente de cession gratuite à des organismes habilités à les proposer à l'adoption.
- Travaux d'aménagement hydraulique en faveur de la lutte contre les inondations dans la vallée du Lez et dans la vallée de la Mosson.
- Élaboration d'un schéma global de lutte contre les inondations dans les secteurs habités des zones urbanisées (hors réseau pluvial) de la métropole.
- Mise en œuvre des plans d'action du schéma d'aménagement et de gestion des eaux de Lez-Mosson-étangs palavasiens et du programme d'actions de prévention des inondations à l'échelle du bassin versant de Lez-Mosson-étangs palavasiens.
- Développement et gestion des réseaux d'acheminement de l'eau brute du bas Rhône et du Languedoc.
- Compétences exercées à l'échelle du bassin versant ou de la zone humide de l'étang de l'Or.
- Définition de la politique globale de l'eau et des milieux aquatiques, à l'échelle du bassin versant de l'étang de l'Or, dont les démarches de type contrat de bassin, schéma d'aménagement et de gestion des eaux, plans d'action et de prévention contre les inondations.
- Actions de conservation de la biodiversité, à l'échelle de la zone humide de l'étang de l'Or.
- Gestion, fonctionnement et entretien d'ouvrages hydrauliques départementaux permettant de réguler les apports d'eau douce et salée dans l'étang de l'Or.
- Réseaux fermés de très haut débit, établissement et exploitation à leurs usages exclusifs de groupes fermés d'utilisateurs reliant, sur tout le territoire métropolitain, des équipements métropolitains et communaux.

#### Compétences optionnelles
La métropole peut exercer à l’intérieur de son périmètre, en lieu et place du département par transfert conventionnel, l'ensemble des compétences suivantes :
- Attribution des aides au titre du fonds de solidarité pour le logement.
- Missions confiées au service public départemental d'action sociale.
- Adoption, adaptation et mise en œuvre du programme départemental d'insertion.
- Aide aux jeunes en difficulté.
- Actions de prévention spécialisée auprès des jeunes et des familles en difficulté ou en rupture avec leur milieu.
- Gestion des routes classées dans le domaine public routier départemental ainsi que de leurs dépendances et accessoires.
- Zones d'activités et promotion à l'étranger du territoire et de ses activités économiques.
- Personnes âgées et action sociale.
- Construction, reconstruction, aménagement, entretien et fonctionnement des collèges.
- Tourisme.
- Culture.
- Construction, exploitation et entretien des équipements et infrastructures destinés à la pratique du sport.

La métropole peut exercer à l’intérieur de son périmètre, en lieu et place de la région par transfert conventionnel, l'ensemble des compétences suivantes :
- Construction, reconstruction, aménagement, entretien et fonctionnement des lycées (accueil, restauration, hébergement, entretien général et technique).
- Développement économique.

### Régime fiscal et budget
Le régime fiscal de la métropole est la fiscalité professionnelle unique (FPU).
Montpellier Métropole Méditerranée aurait investi un budget total de 240 millions d'euros en 2018.

## Projets et réalisations

### Réalisations

#### Culture

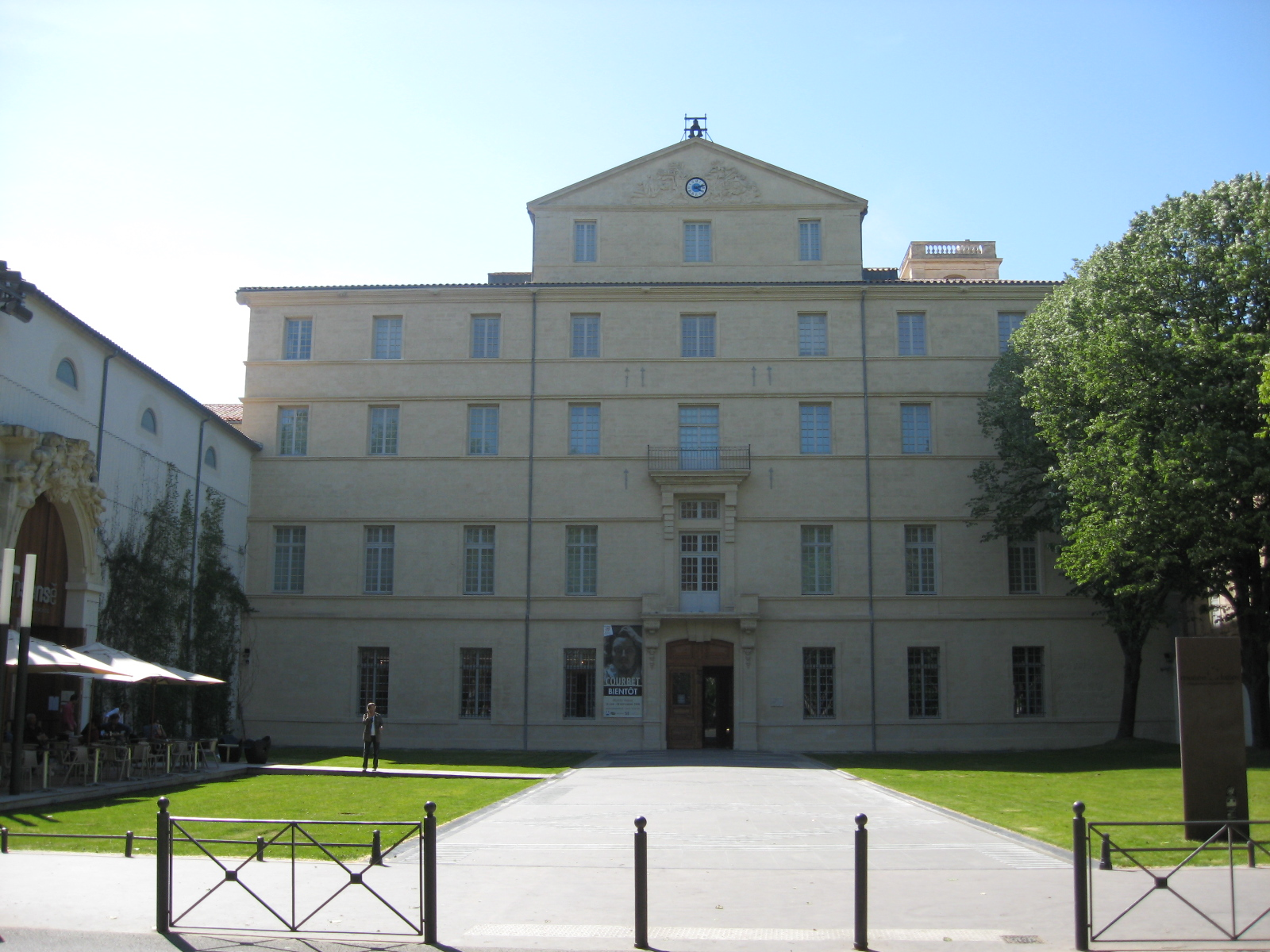
Musée Fabre de Montpellier

La métropole gère un réseau de 14 médiathèques. Ce réseau comporte deux médiathèques centrales, cinq « médiathèques de quartier » situées au sein de la commune de Montpellier, ainsi que sept situées dans certaines communes faisant partie de la métropole. Un nouvel établissement est en projet dans le quartier Hôpitaux-Facultés : la médiathèque Léon Tolstoï.
La métropole gère également des salles de spectacles comme le Corum, le Zénith Sud, le théâtre des Treize Vents, La salle Victoire 2, le théâtre du Hangar, l'Arena Montpellier (2e salle de France après Paris-Bercy) et des musées (Musée Fabre, Musée Henri Prades) et le MO.CO. (Montpellier Contemporain) ouvert en 2019.

#### Développement économique

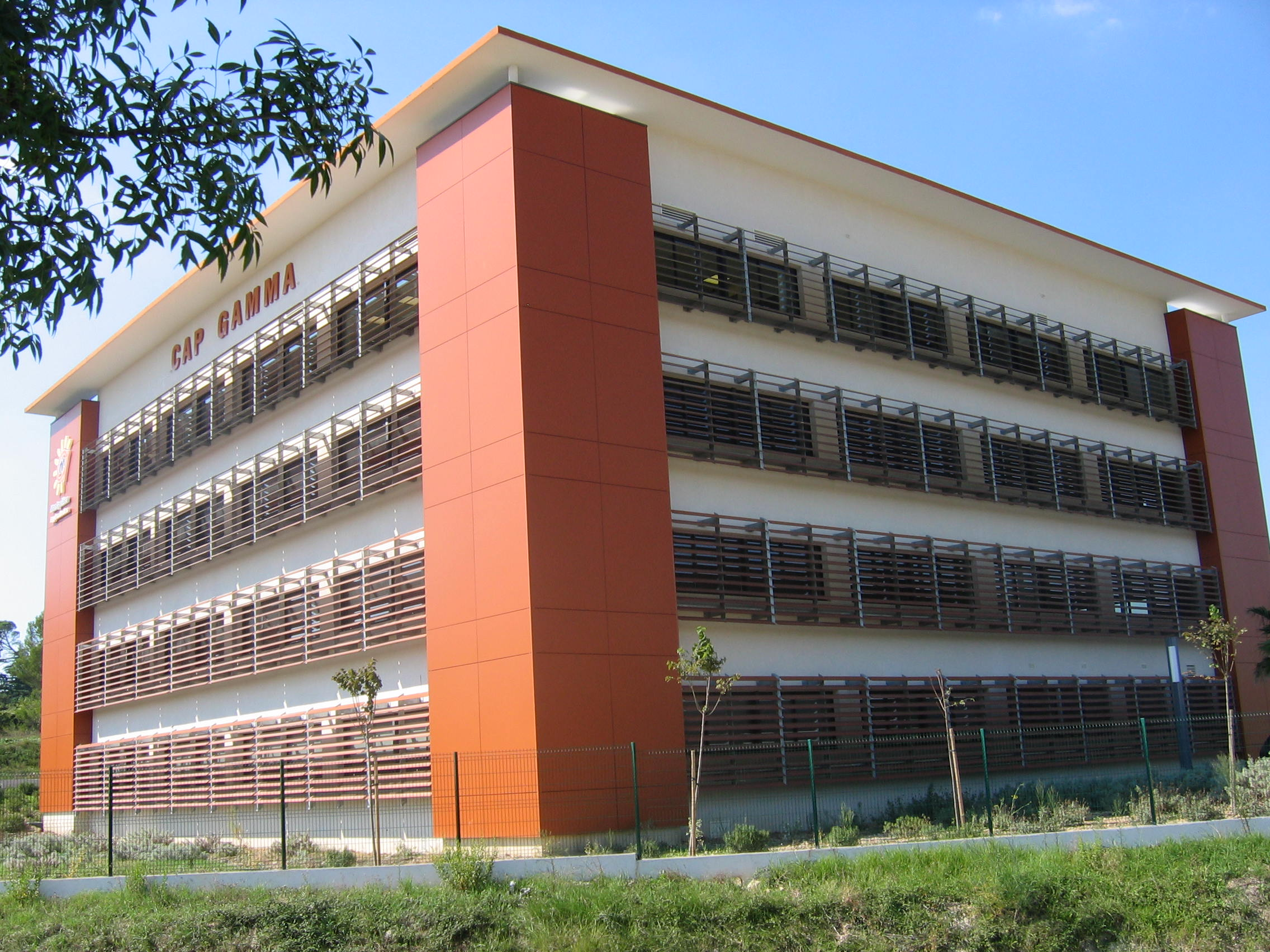
L'hôtel d'entreprises Cap Gamma

La métropole construit et gère plusieurs parcs d'entreprises spécialisés : Cap Alpha (santé et technologies innovantes), Cap Omega (technologies de l'information et de la communication), qui forment ensemble le BIC (Business & Innovation Centre), élu 1er incubateur mondial selon NBIA en 2007 et 4e du classement Top10 d'UBI Index en 2014 (seul incubateur français dans le classement); Cap Gamma et récemment le MIBI (Montpellier International Business Incubator).
La métropole gère aussi 19 parcs d'activités accueillant un total de d'environ 2 000 entreprises.
En 2014, Montpellier, aux côtés de 8 autres métropoles de France, a reçu le label FrenchTech dont l'objectif est de soutenir les start-up au niveau local dans un but de dynamiser l'économie grâce à l'innovation. Outre la reconnaissance d'une grande réussite de ses acteurs, ce label représente au niveau national, un budget de 215 millions d'euros.

#### Transports

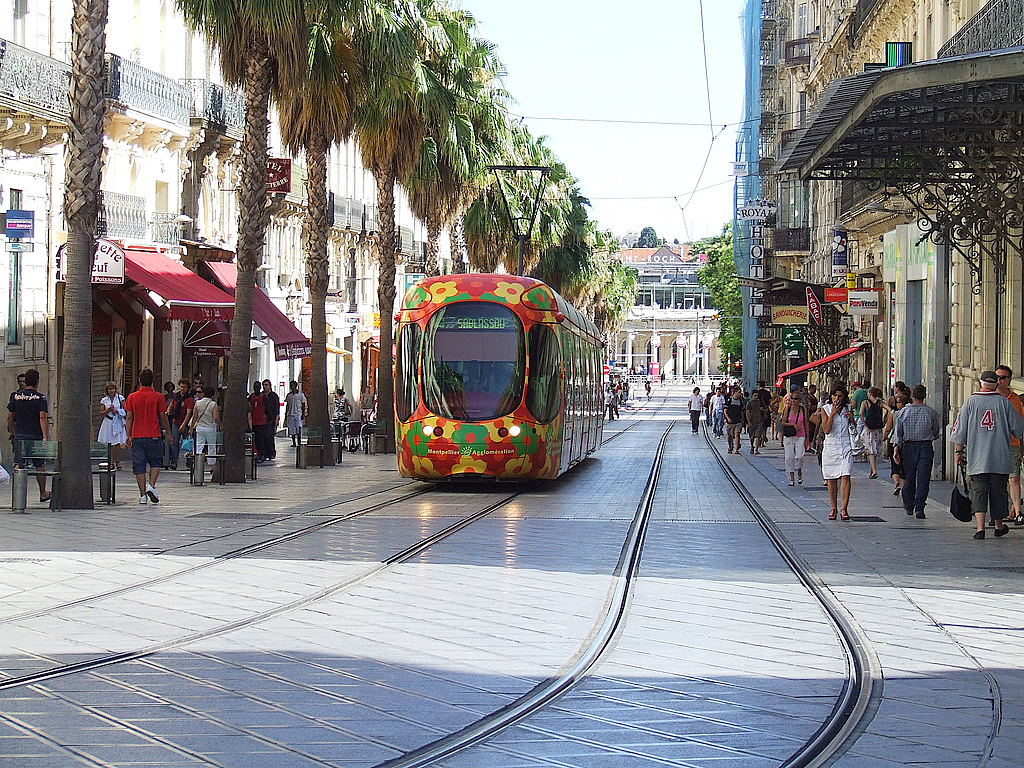
La ligne 2 du tramway de Montpellier

En matière de transport en commun, la compétence est actuellement exercée par les Transports de l'agglomération de Montpellier (TAM). Cette société publique locale gère, par délégation de service public, les quatre lignes de tramway, les lignes de bus entièrement comprises dans le périmètre communautaire, plusieurs parkings payants montpelliérains, un service de location en libre-service de vélos tous-chemins et de vélos électriques, et un service d'automobiles en libre-service.

#### Sports

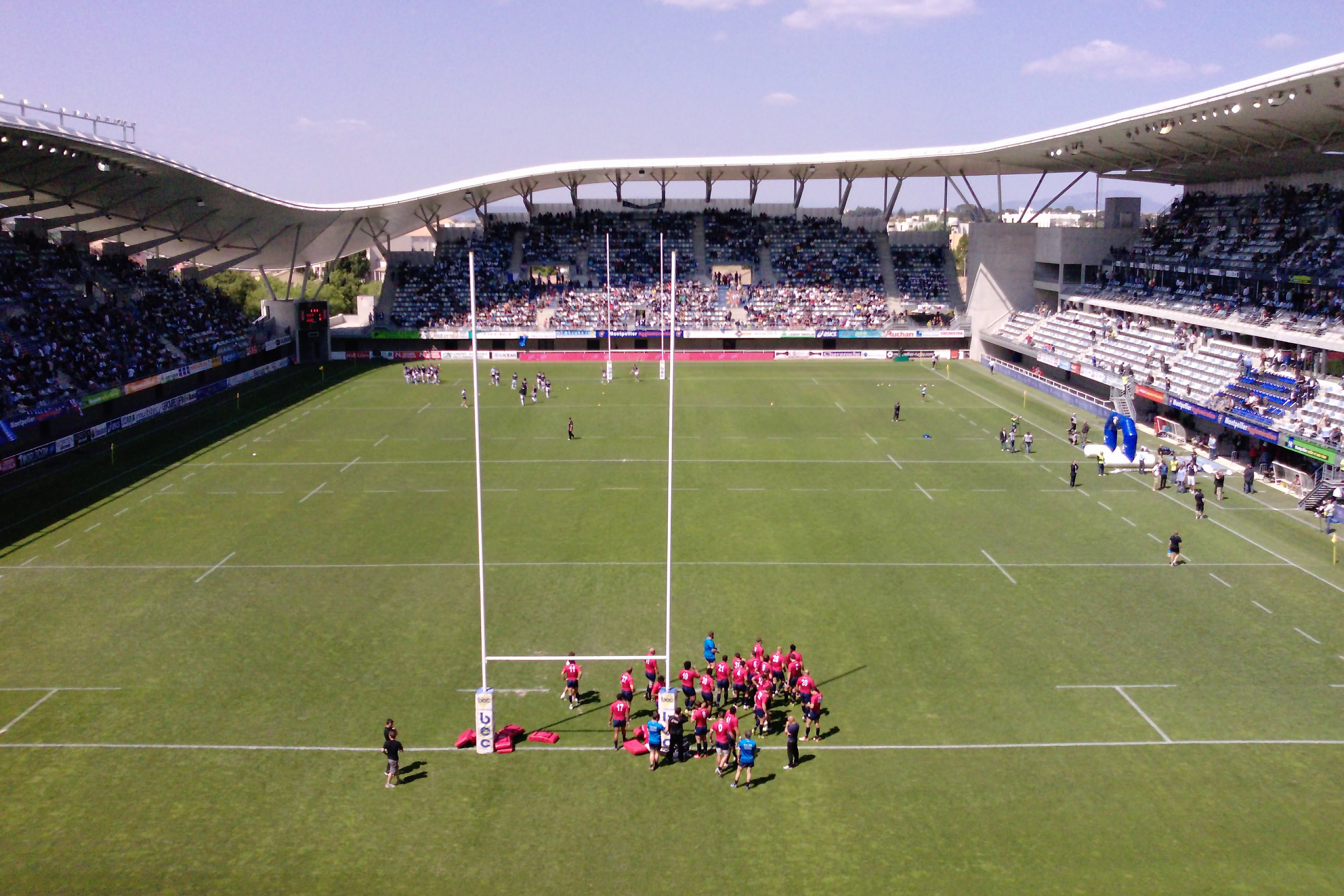
Le GGL Stadium

En matière sportive, la métropole assure le soutien financier de plusieurs clubs de sport collectif. Elle a lancé des projets de piscines publiques dans les communes de la métropole, comme en 2004 à Saint-Jean-de-Védas.
La métropole gère également deux grands stades. Le premier, le stade de la Mosson, sert aux principaux sports. Le deuxième, inauguré en 2007, le GGL Stadium, sert principalement au rugby.

#### Déchets
Depuis 1991, la métropole assure la collecte et le traitement de déchets sur tout son territoire. Un site de cartographie de localisation des différents centres de collectes a été mis en place.
Dans une chronologie historique, les services de la métropole gèrent :
- le centre de tri Déméter, dont l'installation est autorisée par arrêté préfectoral depuis 1991[17] ;
- le centre de compostage du domaine de Grammont, ouvert en 1993[18],[19] ;
- l'unité de méthanisation « Amétyst », depuis 2008[15], basée sur le traitement mécano-biologique (TMB)[20],[21] ;
Lors de l'émission du rapport de l'enquête d'utilité publique, en date du 3 avril 2006, une contre proposition, s’opposant à la construction d’une méga-usine en milieu urbain, est réalisée par l'association « Observatoire indépendant des Déchets et de l'Environnement de Montpellier-Métropole » (ODAM)[22].
- le centre de stockage de déchets non dangereux[23], ouvert en 2008 et situé au lieu-dit « L’arbousier » à Castries[24], est un centre de stockage des déchets ultimes (CSDU)[23] labellisé en tant qu'installation de stockage de déchets non dangereux (ISDND) en application de l'arrêté du 19 janvier 2006[25],[26] ;
L'historique des délibérations du conseil municipal de Castries, depuis 1993, démontre une majorité d'avis défavorable à l’unanimité concernant l'exploitation ou la gestion des lieux[27].
- 20 déchèteries de proximité[16].

Elle utilise également une partie de la capacité de traitement d'un Incinérateur de déchets situé à Lunel-Viel, OCREAL.

#### Assainissement des eaux usées
Les eaux usées des ménages constituent une forme particulière de déchets ménagers. Ces eaux sont collectées par des réseaux souterrains vers des stations d'épuration des eaux usées.
Un schéma directeur d'assainissement des eaux est élaboré et approuvé le 21 décembre 2004 en application de la loi sur l'eau du 3 janvier 1992, qui évolue en schéma directeur d'aménagement et de gestion des eaux (SDAGE) et de la législation européenne concernant la directive-cadre sur l'eau (DCE). En 2004, il est prévu un budget prévisionnel d'investissements de 375 millions d'euros et la suppression des stations d'épuration vieillissantes afin d'en créer de nouvelles.
De la Cérereide à Maera
La station d'épuration de la Cérereide vieillissante (1re tranche construite en 1965) est modernisée et devient Maera, la « station pilote en Méditerranée », « aboutissement de 40 ans d'histoire ». Les travaux de reconversion commencent en 2002. La Cérereide rejetait dans le Lez une eau insuffisamment épurée, tandis que Maera rejette dans la mer Méditerranée, par une canalisation de 20 km (dont 13 km en mer), au large de Palavas-les-Flots, dans la baie d'Aigues-Mortes, des eaux mieux épurées. Les travaux seront différés par la nécessité de fouilles archéologiques préventives. La première coulée de béton a lieu de 13 mars 2003.
Maera est le nom d'une néréide. La métropole veut marquer le coup face aux oppositions qui vont venir des riverains mais aussi des communes du pourtour de la baie d'Aigues-Mortes et qui fondent le Collectif d'Associations de Protection de la Nature et des Usagers de la Baie d'Aigues-Mortes. L'autorité préfectorale ne délivrera qu'une autorisation d'exploitation provisoire et mettra en place un comité de suivi. La commune du Grau-du-Roi fera annuler l'arrêté d'exploitation (décision du tribunal administratif du 13 décembre 2003). Maera sera inaugurée le 23 septembre 2006.
Maera en fonctionnement
Le coût total est d'environ 150 millions d'euros. Fin 2007, cette station obtient une triple certification qui « récompense la qualité de la conception, de la réalisation et de l’exploitation de cette installation, dans le respect de l’environnement », ce qui constitue une première mondiale. Cette certification est renouvelée en 2009.